# Státní znak Černé Hory
Státní znak Černé Hory je tvořen zlatým, rozkřídleným, orlem se zlatou zbrojí a červeným jazykem, držícím v pravém pařátu zlaté žezlo, v levém pak zlatem okované modré říšské jablko se zlatým křížkem. Nad hlavami je umístěna královská koruna. Orel nese na hrudi modrý, zlatě lemovaný prsní štítek se zlatým kráčejícím lvem na zelené patě.
Zlatá koruna, žezlo a jablko jsou černohorské korunovační klenoty. Znak vychází ze zlatého věku Černé Hory za vlády dynastie Petrovićů-Njegošů užívaný do roku 1905.

## Historie
Název Černá Hora se poprvé objevil na listině z roku 1435. Již v 10. století však vzniklo na území dnešní Černé Hory Knížectví Zeta (od roku 1077 království), které se ve 13. století stalo součástí Srbska. Roku 1499 byla Zeta formálně připojena k Osmanské říši, fakticky si ale země vysokých a těžko dostupných hor udržela nezávislost. Roku 1688 vypověděla Černá Hora s Osmanskou říší formální svazek a roku 1852 vyhlásil vladyka Danilo II. z dynastie Petrovićů-Njegošů knížectví a získal tak panovnické jméno kníže Danilo I. V roce 1851 zavedl osobní standartu, která je považována za předchůdce státní vlajky. Na této vlajce byl zobrazen korunovaný, dvouhlavý orel, který držel nad zlatým kráčejícím lvem v pařátech žezlo a říšské jablko. Orel měl na prsou iniciály v cyrilici Д.I. (Danilo I.) Originál vlajky je dochován v muzeu v Cetinji.
Po úmrtí Danila I. roku 1860 převzal jeho nástupce Nikola I. vlajku se znakem téměř nezměněnou, pouze iniciály na hrudi orla změnil na H. I. (znovu v cyrilici).
O rok později byl znak na vlajce změněn (vlajka ale také). Na hrudi měl orel nyní bílý štít s červenými iniciálami HI. Dle některých zdrojů byl štít žlutý (zlatý) a iniciály bílé (stříbrné).

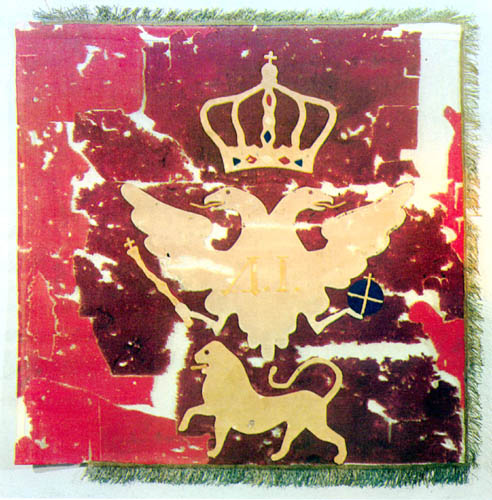
Originál standarty Danila I. (1851–1860)
Rekonstrukce vlajky Danila I. (1851–1860)
Vlajka Nikoly I. (1860–1861)
Vlajka Nikoly I. (1861–~1900)

V roce 1878 byla Černá Hora na Berlínském kongresu uznána jako plně nezávislý stát (Černohorské knížectví). Základem znaku se stal znak užívaný knížetem Danilem již v roce 1851, tj. červený štít se zlatým, korunovaným, dvouhlavým orlem, držícím zlaté žezlo a zlaté říšské jablko s křížkem. Na hrudi měl orel modrý prsní štítek se zlatým, kráčejícím lvem na zelené patě. Celý výjev byl položen na červený, knížecí plášť, zdobený zlatými třásněmi a uvnitř podšitý hermelínem, pod knížecí korunou.
Asi od roku 1900 byl na vlajce zobrazován orel (nešlo o znak) mající na hrudi červený štít se žlutými iniciálami HI. Říšské jablko bylo popsáno jako modro-žluté. 28. srpna 1910 bylo vyhlášeno Království Černá Hora, přičemž se změnil i znak na vlajce. Z hrudi orla byl odstraněn štít s iniciály HI. Říšské jablko v pařátech bylo nově celé žluté. Státní znak však zůstal stejný od roku 1878 až do roku 1905, kdy se změnila barva orla ze zlaté na stříbrnou a barva prsního štítku z modré na červenou.
Za I. světové války byla Černá Hora v letech 1916–1918 okupována Rakousko-Uherskem. Po osvobození země Srbskem ztratila země samostatnost nejprve částečně, později zcela. 26. listopadu 1918 se stala součástí Srbského království, resp. 1. prosince vzniklého Království Srbů, Chorvatů a Slovinců. Na území Černé Hory se užívaly pouze symboly království, které byly oficiálně zavedeny 28. února 1922. Státní znak byl tvořen červeným štítem, na který byla položena královská koruna. Ve štítu byl zobrazen stříbrný, dvouhlavý orel se zlatým jazykem a zbrojí. Orel nesl třikrát dělený prsní štítek se znaky Srbska, Chorvatska a Slovinska. Celý výjev byl položen na červený, královský plášť, zdobený zlatými třásněmi a podšitý hermelínem. Nahoře na plášti byla opět zlatá, červeně vyložená královská koruna. 3. října 1929 byla země přejmenována na Království Jugoslávie, ke změně znaku nedošlo. V letech 1941–1943 byla země okupována nejprve Itálií, poté do roku 1944 Německem.

Znak Černohorského knížectví (1878–1905)
Znak Černohorského království (1905–1918)
Znak Království Srbů, Chorvatů a Slovinců (1922–1929) a Království Jugoslávie (1929–1944) v Černé Hoře

4. prosince 1943 byla vyhlášena Demokratická Federativní republika Jugoslávie a od roku 1944 se na území Černé Hory začal užívat její znak. Ten byl tvořen pěti semknutými pochodněmi, hořícími červenými plameny, kolem nichž byl věnec zlatých, pšeničných klasů obtočených modrou stuhou s bílým datem 29. XI. 1943. V horní části byla červená, zlatě lemovaná, pěticípá hvězda plnějšího tvaru. Oficiálně však byl v platnosti znak Království Jugoslávie. Autorem znaku byl grafik Đorđe Andrejević-Kun.
29. listopadu 1945 byla v Černé Hoře vyhlášena svazová republika v rámci Federativní lidové republiky Jugoslávie. Federace užívala od 31. ledna 1946 jen v detailech upravený znak z roku 1943, který reprezentoval na mezinárodním fóru všechny svazové republiky. Černá Hora užívala od 31. prosince 1946 i svůj znak, tvořený šedou horou Jezerski vrh v pohoří Lovćen s mauzoleem Petra II. Petroviće-Njegoše na vrcholu (ve zdroji je Lovćen uváděn jako hora). Hora na znaku vystupovala z modrobílých vln a byla obklopena zlatým, vavřínovým věncem, převázaný v dolní části červeno-modro-bílou stuhou. V horní části znaku byla červená, zlatě lemovaná, pěticípá hvězda. Autorem znaku byl opět Đorđe Andrejević-Kun.
7. července 1963 byla Federativní lidová republika Jugoslávie přejmenována na Socialistickou federativní republiku Jugoslávie a svazová Lidová republika Černá Hora na Socialistickou republiku Černá Hora. Znak federace byl pozměněn (byla přidána šestá pochodeň), znak Černé Hory se nezměnil.
Po válce v Jugoslávii a jejím rozpadu byla vyhlášena 27. dubna 1992 Svazová republika Jugoslávie, jejímiž členy byly z původních republik pouze Srbsko a Černá Hora. Ta se od 12. října 1992 jmenovala Republika Černá Hora. 20. října 1993 byl jugoslávským parlamentem zaveden znak, tvořeny červeným štítem, na kterém byl stříbrný dvouhlavý orel se zlatou zbrojí. Na hrudi nesl čtvrcený prsní štítek v jehož prvním a čtvrtém poli byl znak Srbska (červené pole čtvrcené stříbrným křížkem se stříbrnou ocílkou (křesadlem) připomínající písmeno S ve všech polích) a ve druhém a třetím poli znak Černé Hory (červené pole se zlatým, kráčejícím lvem se zlatou zbrojí).
29. prosince 1993 zavedla svazová Republika Černá Hora vlastní státní symboly. Nový znak (vycházející z historických znaků) byl tvořen stříbrným, rozkřídleným, korunovaným orlem se zlatou zbrojí a červeným jazykem, který měl na červeném, zlatě lemovaném prsním štítku zlatého, kráčejícího lva. Orel držel ve spárech zlaté žezlo a modré, říšské jablko se zlatým křížkem.
4. února 2003 byl změněn název Svazové republiky Jugoslávie na Srbsko a Černá Hora. Státní symboly nebyly změněny.

Znak Demokratické Federativní republiky Jugoslávie (1943–1946), obrázek neodpovídá přesně vyobrazení ve zdroji
Znak Federativní lidové republiky Jugoslávie (1946–1963)
Znak Lidové republiky (1946–1963) a Socialistické republiky Černá Hora (1963–1993) v rámci Jugoslávie
Znak Socialistické federativní republiky Jugoslávie (1963–1993)
Znak Svazové republiky Jugoslávie (1993–2003) a Srbska a Černé Hory (2003–2006)
Znak Černé Hory v rámci federace (1993–2004)

12. července 2004 přijala Černá Hora nový zákon o státních symbolech. Státní znak byl upraven do podoby dynastie Petrovičů z roku 1905. 21. května 2006 bylo v referendu schváleno odtržení Černé Hory z federace a 3. června 2006 byla parlamentem Černé Hory vyhlášena nezávislost, kterou 15. června 2006 uznala i vláda Srbska. Státními symboly Černé Hory se staly symboly z roku 2004.

## Další použití znaku
Černohorský státní znak je součástí černohorské vlajky a používá se např. na cestovních pasech. 

Černohorská vlajka Poměr stran: 1:2
Černohorská námořní válečná vlajka Poměr stran: 2:5
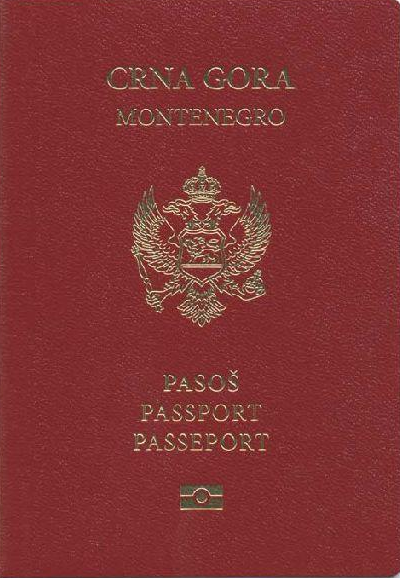
Černohorský znak na cestovním pasu